# Campeonato Africano de Atletismo de 2016 - Salto em altura masculino
A prova do salto em altura masculino do Campeonato Africano de Atletismo de 2016 foi disputada no dia 24 de junho  no Kings Park Stadium  em Durban, na África do Sul. Participaram da prova 13 atletas sendo que 9 concluíram a prova. 

## Recordes
Antes desta competição, os recordes mundiais e do campeonato nesta prova eram os seguintes:
|                       | Nome                | Nacionalidade | Altura   | Local       | Data                |
| --------------------- | ------------------- | ------------- | -------- | ----------- | ------------------- |
| Recorde mundial       | Javier Sotomayor    | Cuba          | 2m 45 cm | Salamanca   | 27 de julho de 1993 |
| Recorde do campeonato | Abderrahmane Hammad | Argélia       | 2m 34cm  | Argel       | 14 de julho de 2000 |
| Recorde do campeonato | Kabelo Kgosiemang   | Botswana      | 2m 34cm  | Addis Ababa | 4 de maio de 2008   |
| Recorde africano      | Jacques Freitag     | África do Sul | 2m 38cm  | Oudtshoorn  | 5 de março de 2005  |

## Medalhistas
| Ouro              | Prata               | Bronze                  |
| Mathew Sawe (KEN) | Keagan Fourie (RSA) | Fernand Djoumessi (CMR) |

## Cronograma
Todos os horários são locais (UTC+2). 
| Data        | Hora  | Evento |
| ----------- | ----- | ------ |
| 24 de junho | 16:30 | Final  |

## Resultado final
| Posição           | Atleta                    | Nacionalidade                  | Altura | Notas |
| ----------------- | ------------------------- | ------------------------------ | ------ | ----- |
| Medalha de ouro   | Mathew Sawe               | Quênia                         | 2.21   |       |
| Medalha de prata  | Keagan Fourie             | África do Sul                  | 2.18   |       |
| Medalha de bronze | Fernand Djoumessi         | Camarões                       | 2.15   |       |
| 4                 | Kabelo Kgosiemang         | Botswana                       | 2.10   |       |
| 5                 | Raoul Matogno Bong        | Camarões                       | 2.05   |       |
| 6                 | Amr Kaseb                 | Egito                          | 2.00   |       |
| 6                 | Chris Moleya              | África do Sul                  | 2.00   |       |
| 8                 | Garth Ellis               | África do Sul                  | 2.00   |       |
| 9                 | Sydney Nyoni              | Zimbabwe                       | 1.90   |       |
| 10 !              | Gobe Takobana             | Botswana                       | NM     |       |
| 11 !              | Jean-Paul Masanga-Mekombo | República Democrática do Congo | DNS    |       |
| 11 !              | Lemi Argecho              | Etiópia                        | DNS    |       |
| 11 !              | Mohamed Idris             | Sudão                          | DNS    |       |

Legenda
| Recorde mundial       | Recorde mundial (World record)               |                       | Recorde africano                      | Recorde africano (African) |                                           | Q | Classificado por posição (Qualified) |
| Recorde do campeonato | Recorde do campeonato (Championship record)  | Recorde da América    | Recorde da América (Americas)         | q                          | Classificado por melhor tempo (Qualified) |   |                                      |
| Melhor marca do ano   | Melhor marca do ano (World leading)          | Recorde asiático      | Recorde asiático (Asian)              | DNS                        | Não largou (Did not start)                |   |                                      |
| Recorde nacional      | Recorde nacional (National record)           | Recorde europeu       | Recorde europeu (European)            | DNF                        | Não terminou (Did not finish)             |   |                                      |
| Recorde pessoal       | Recorde pessoal do atleta (Personal best)    | Recorde da Oceania    | Recorde da Oceania (Oceania)          | DSQ / DQ                   | Desclassificado (Disqualified)            |   |                                      |
| Recorde da temporada  | Recorde da temporada do atleta (Season best) | Recorde sul-americano | Recorde sul-americano (South America) | NM                         | Sem marca (No mark)                       |   |                                      |